# 任娜瑛
任娜瑛 是清华大学学生和LGBT权利运动家。

## 生平
任娜瑛出生在辽宁沈阳，初中毕业于沈阳市第七中学，高中就读于沈阳市第二中学文科“宏志班”。毕业后考入清华大学英语语言与文学专业，在校期间她关注于性别研究和酷儿理论，并在LGBT+组织北京LGBT中心担任志愿者， 2015年成为首批获得罗德奖学金的四名中国学生之一，于牛津大学修读社会人类学研究型硕士学位。
她是非政府组织中国青年同伴网络（China LGBT+ Youth Network）的联合创始人， 该组织倡议提高 "大学社区建筑的LGBT权利"，目前居住在北京。